# Maria Hartz Melling
Maria Hartz Melling (* 19. Dezember 2002 in Drammen) ist eine norwegische Skilangläuferin.

## Werdegang
Melling, die für den Konnerud IL startet, nahm bis 2022 an Juniorenrennen teil. Dabei wurde sie in der Saison 2018/19 über 5 km klassisch sowie über 7,5 km Freistil jeweils norwegische Juniorenmeisterin. Im Januar 2020 siegte sie bei den norwegischen Juniorenmeisterschaften im Sprint und belegte bei den Olympischen Jugend-Winterspielen 2020 in Lausanne im Sprint sowie im Cross jeweils den siebten Platz und über 5 km klassisch den fünften Rang. Zudem gewann sie mit der Mixed-Staffel die Goldmedaille. Bei den Junioren-Skiweltmeisterschaften 2021 in Vuokatti holte sie die Bronzemedaille mit der Staffel. Außerdem errang sie dort den 21. Platz über 5 km Freistil und den sechsten Platz im Sprint. Ihre ersten Rennen im Scandinavian-Cup lief sie zu Beginn der Saison 2021/22 in Beitostølen, die sie auf dem 15. Platz über 10 km klassisch, auf dem 15. Rang über 10 km Freistil und auf dem 11. Platz im Sprint beendete. Im weiteren Saisonverlauf gewann sie bei den Junioren-Skiweltmeisterschaften 2022 in Lygna im Sprint sowie mit der Staffel jeweils die Goldmedaille und gab in Drammen ihr Debüt im Weltcup, welches sie auf dem 32. Platz im Sprint beendete. Zudem wurde sie zusammen mit Kristine Stavås Skistad norwegische Meisterin im Teamsprint. Nach Platz vier im Sprint beim FIS-Rennen in Beitostølen zu Beginn der Saison 2022/23, holte sie in Lillehammer mit dem neunten Platz im Sprint ihre ersten Weltcuppunkte.

## Siege bei Continental-Cup-Rennen
| Nr. | Datum         | Ort  | Disziplin       | Serie            |
| --- | ------------- | ---- | --------------- | ---------------- |
| 1.  | 21. März 2025 | Gålå | Sprint Freistil | Scandinavian Cup |